# Всеобщие выборы в Мексике (2024)
Всеобщие выборы прошли в Мексике 2 июня 2024 года. Были избраны президент, 500 депутатов Конгресса и 128 членов Сената. Эти выборы состоялись одновременно с государственными выборами 2024 года.
Клаудия Шейнбаум стала первой женщиной, избранной на пост президента Мексики, набрав рекордные неполные 36 млн (61,18 %) голосов. Вступила в должность 1 октября 2024 года.

## Избирательная система
Президент избирается простым большинством голосов в одном туре. Одновременно с выборами президента можно отметить до 3 партий из коалиции поддерживающей президента.
500 депутатов Конгресса избираются по двум методам: 300 избираются в одномандатных избирательных округах относительным большинством голосов, а остальные 200 — в едином общенациональном избирательном округе по пропорциональной системе. Ни одна из партий не может получить более 300 мандатов в Конгрессе.
128 членов Сената избираются следующим образом: 96 — по 3 в 32 штатах Мексики, а остальные 32 в едином общенациональном избирательном округе по пропорциональной системе. В каждом штате два места получает партия, получившая наибольшее число голосов, а третий мандат отходит партии, занявшей в данном штате второе место.

## Кандидаты в президенты
В июне 2023 года Клаудия Шейнбаум ушла с поста градоначальника, чтобы принять участие в президентской гонке. 6 сентября 2023 стала кандидатом на пост президента страны на всеобщих выборах 2024 года от правящей партии МОРЕНА и лидером партии.
Шочитль Гальвес поддерживается Партией национального действия и представляла консервативную линию.
Хорхе Альварес Майнес — кандидат партии Гражданское движение, сторонник левоцентристской/социал-демократической политики.